# Tamás Szombathelyi
Tamás Szombathelyi, född den 1 maj 1953 i Budapest, Ungern, är en ungersk idrottare inom modern femkamp.
Han tog OS-silver i lagtävlingen och OS-silver i även i den individuella tävlingen i samband med de olympiska tävlingarna i modern femkamp 1980 i Moskva.